# Circuito de Getxo 2023
Il Circuito de Getxo 2023, settantottesima edizione della corsa e valevole come evento dell'UCI Europe Tour 2023 categoria 1.1, si svolse il 30 luglio 2023 su un percorso di 193,3 km, con partenza e arrivo a Getxo, in Spagna. La vittoria fu appannaggio del kazako Aleksej Lucenko, il quale completò il percorso in 4h19'11", alla media di 44,748 km/h, precedendo il francese Tony Gallopin e l'italiano Simone Velasco.
Sul traguardo di Getxo 68 ciclisti, su 117 partenti, portarono a termine la competizione.

## Squadre e corridori partecipanti
| N.    | Cod. | Squadra                |
| ----- | ---- | ---------------------- |
| 1-7   | UAD  | UAE Team Emirates      |
| 11-17 | EUS  | Euskaltel-Euskadi      |
| 21-27 | BOH  | Bora-Hansgrohe         |
| 31-36 | LTK  | Lidl-Trek              |
| 41-47 | MOV  | Movistar Team          |
| 51-57 | CJR  | Caja Rural-Seguros RGA |
| 61-67 | BBH  | Burgos-BH              |
| 71-77 | COF  | Cofidis                |
| 81-87 | AST  | Astana Qazaqstan Team  |

| N.      | Cod. | Squadra                            |
| ------- | ---- | ---------------------------------- |
| 91-97   | BSP  | BAI Sicasal Petro de Luanda        |
| 102-107 | HPM  | Human Powered Health               |
| 111-117 | EOK  | Eolo-Kometa Cycling Team           |
| 121-127 | TEN  | TotalEnergies                      |
| 131-137 | EKP  | Equipo Kern Pharma                 |
| 141-146 | JCL  | JCL Team Ukyo                      |
| 151-157 | GLC  | Global 6 Cycling                   |
| 161-166 | EHE  | Electro Hiper Europa               |
| 171-177 | VSC  | NSJBI Victoria Sports Cycling Team |

## Ordine d'arrivo (Top 10)
| Pos. | Corridore       | Squadra    | Tempo    |
| ---- | --------------- | ---------- | -------- |
| 1    | Aleksej Lucenko | Astana     | 4h19'11" |
| 2    | Tony Gallopin   | Trek       | a 24"    |
| 3    | Simone Velasco  | Astana     | a 32"    |
| 4    | Matteo Trentin  | UAE        | a 35"    |
| 5    | Toms Skujiņš    | Trek       | a 49"    |
| 6    | Eduard Prades   | Caja Rural | a 56"    |
| 7    | Ion Izagirre    | Cofidis    | a 3'29"  |
| 8    | Bart Lemmen     | Human Pow. | a 3'37"  |
| 9    | Diego Ulissi    | UAE        | s.t.     |
| 10   | Gonzalo Serrano | Movistar   | s.t.     |